# Правова політика
Правова політика — у широкому розумінні — політика держави, заснована на праві.
Правова політика — у вузькому значенні — державна політика в правовій сфері суспільного життя.